# مارالدام
مارالدام (ترکی آذربایجانی: Maraldam) یک منطقهٔ مسکونی در جمهوری آرتساخ است که در استان شاهومیان واقع شده‌است.